# Лаки (дем Платанияс)
Вижте пояснителната страница за други значения на Лаки.
Лаки (на гръцки: Λάκκοι) е село в Република Гърция, разположено на остров Крит, дем Платанияс. Селото е има население от 356 души.

## Личности
Родени в Лаки
- Георгиос Воланис (1876 – 1924), гръцки офицер, деец на Гръцката въоръжена пропаганда в Македония
- Евстратиос Воланис, деец на Гръцката въоръжена пропаганда в Македония
- Евангелос Николудис, гръцки революционер, деец на гръцката въоръжена пропаганда в Македония
- Емануил Николудис, гръцки революционер, деец на гръцката въоръжена пропаганда в Македония
- Йоанис Калогеракис (? – 1905), деец на Гръцката въоръжена пропаганда в Македония
- Йоанис Маврогенис, деец на Гръцката въоръжена пропаганда в Македония
- Николаос Андрианакис (? – 1908), деец на Гръцката въоръжена пропаганда в Македония
- Теодорос Кукулакис, деец на Гръцката въоръжена пропаганда в Македония